# Tyskland i olympiska vinterspelen 2018
Tyskland deltog i de olympiska vinterspelen 2018 i Pyeongchang, Sydkorea, med en trupp på 153 idrottare (94 män och 59 kvinnor) fördelade på 14 sporter. Som fanbärare vid invigningen blev Eric Frenzel utnämnd.

## Medaljörer
| Medalj | Namn | Sport               | Gren                         | Datum            |
| ------ | --- | ------------------- | ---------------------------- | ---------------- |
| Guld   | Andreas Wellinger | Backhoppning        | Herrarnas normalbacke        | 10 februari 2018 |
| Guld   | Mariama Jamanka Lisa Buckwitz | Bob                 | Damernas tvåmanna            | 21 februari 2018 |
| Guld   | Francesco Friedrich Thorsten Margis | Bob                 | Herrarnas tvåmanna           | 19 februari 2018 |
| Guld   | Francesco Friedrich Thorsten Margis Candy Bauer Martin Grothkopp | Bob                 | Herrarnas fyrmanna           | 25 februari 2018 |
| Guld   | Aljona Savchenko Bruno Massot | Konståkning         | Paråkning                    | 15 februari 2018 |
| Guld   | Eric Frenzel | Nordisk kombination | Normalbacke + 10 km          | 14 februari 2018 |
| Guld   | Johannes Rydzek | Nordisk kombination | Stor backe + 10 km           | 20 februari 2018 |
| Guld   | Vinzenz Geiger Fabian Rießle Eric Frenzel Johannes Rydzek | Nordisk kombination | Lagtävling                   | 22 februari 2018 |
| Guld   | Natalie Geisenberger | Rodel               | Damernas singel              | 13 februari 2018 |
| Guld   | Tobias Wendl Tobias Arlt | Rodel               | Herrarnas dubbel             | 14 februari 2018 |
| Guld   | Natalie Geisenberger Johannes Ludwig Tobias Wendl Tobias Arlt | Rodel               | Lagtävling                   | 15 februari 2018 |
| Guld   | Laura Dahlmeier | Skidskytte          | Damernas jaktstart           | 12 februari 2018 |
| Guld   | Laura Dahlmeier | Skidskytte          | Damernas sprint              | 10 februari 2018 |
| Guld   | Arnd Peiffer | Skidskytte          | Herrarnas sprint             | 11 februari 2018 |
| Silver | Katharina Althaus | Backhoppning        | Damernas normalbacke         | 12 februari 2018 |
| Silver | Karl Geiger Stephan Leyhe Richard Freitag Andreas Wellinger | Backhoppning        | Lagtävling                   | 19 februari 2018 |
| Silver | Nico Walther Kevin Kuske Alexander Rödiger Eric Franke | Bob                 | Herrarnas fyrmanna           | 25 februari 2018 |
| Silver | Tysklands herrlandslag i ishockey Daryl Boyle Christian Ehrhoff Brooks Macek Marcus Kink Matthias Plachta Frank Mauer Danny aus den Birken Yannic Seidenberg Patrick Reimer Björn Krupp Jonas Müller Yasin Ehliz Gerrit Fauser Dennis Endras Frank Hördler Patrick Hager Timo Pielmeier Felix Schütz Marcel Goc Dominik Kahun Sinan Akdag Leonhard Pföderl David Wolf Moritz Müller Marcel Noebels | Ishockey            | Herrarnas turnering          | 25 februari 2018 |
| Silver | Fabian Rießle | Nordisk kombination | Stor backe + 10 km           | 20 februari 2018 |
| Silver | Dajana Eitberger | Rodel               | Damernas singel              | 13 februari 2018 |
| Silver | Jacqueline Lölling | Skeleton            | Damernas skeleton            | 17 februari 2018 |
| Silver | Andreas Wellinger | Backhoppning        | Stor backe                   | 17 februari 2018 |
| Silver | Simon Schempp | Skidskytte          | Herrarnas masstart, 15 km    | 18 februari 2018 |
| Silver | Selina Jörg | Snowboard           | Damernas parallellstorslalom | 24 februari 2018 |
| Brons  | Eric Frenzel | Nordisk kombination | Stor backe + 10 km           | 20 februari 2018 |
| Brons  | Toni Eggert Sascha Benecken | Rodel               | Herrarnas dubbel             | 14 februari 2018 |
| Brons  | Johannes Ludwig | Rodel               | Herrarnas singel             | 11 februari 2018 |
| Brons  | Laura Dahlmeier | Skidskytte          | Damernas 15 km               | 15 februari 2018 |
| Brons  | Benedikt Doll | Skidskytte          | Herrarnas jaktstart          | 12 februari 2018 |
| Brons  | Erik Lesser Benedikt Doll Arnd Peiffer Simon Schempp | Skidskytte          | Herrarnas stafett            | 23 februari 2018 |
| Brons  | Ramona Theresia | Snowboard           | Damernas parallellstorslalom | 24 februari 2018 |

## Deltagare

### Alpin skidåkning

#### Kvinnor
- Lena Dürr
- Christina Geiger
- Jessica Hilzinger
- Viktoria Rebensburg
- Marina Wallner
- Kira Weidle

#### Män
- Fritz Dopfer
- Thomas Dreßen
- Josef Ferstl
- Andreas Sander
- Alexander Schmid
- Linus Straßer

### Backhoppning

#### Kvinnor
- Katharina Althaus
- Juliane Seyfarth
- Ramona Straub
- Carina Vogt

#### Män
- Markus Eisenbichler
- Richard Freitag
- Karl Geiger
- Stephan Leyhe
- Andreas Wellinger

### Bob

#### Kvinnor
- Mariama Jamanka
- Lisa-Marie Buckwitz
- Anna Köhler
- Erline Nolte
- Stephanie Schneider
- Annika Drazek

#### Män
- Francesco Friedrich
- Thorsten Margis
- Candy Bauer
- Martin Grothkopp
- Johannes Lochner
- Christopher Weber
- Joshua Bluhm
- Christian Rasp
- Nico Walther
- Kevin Kuske
- Christian Poser
- Eric Franke

### Freestyle

#### Kvinnor
- Lea Bouard
- Katharina Förster
- Sabrina Cakmakli
- Kea Kühnel
- Julia Eichinger
- Celia Funkler

#### Män
- Paul Eckert
- Tim Hronek
- Florian Wilmsmann

### Hastighetsåkning på skridskor

#### Kvinnor
- Judith Dannhauer
- Gabriele Hirschbichler
- Roxanne Dufter
- Michelle Uhrig
- Claudia Pechstein

#### Män
- Joel Dufter
- Nico Ihle
- Patrick Beckert
- Moritz Geisreiter

### Ishockey
Danny aus den Birken
Daryl Boyle
Yasin Ehliz
Christian Ehrhoff
Dennis Endras
Marcel Goc
Gerrit Fauser
Patrick Hager
Frank Hördler
Dominik Kahun
Marcus Kink
Björn Krupp
Brooks Macek
Frank Mauer
Jonas Müller
Moritz Müller
Marcel Noebels
Leonhard Pföderl
Timo Pielmeier
Matthias Plachta
Patrick Reimer
Sinan Akdağ
Felix Schütz
Yannic Seidenberg
David Wolf

### Konståkning

#### Kvinnor
- Nicole Schott

#### Män
- Paul Fentz

#### Isdans
- Kavita Lorenz
- Joti Polizoakis

#### Paråkning
- Aljona Savchenko
- Bruno Massot
- Annika Hocke
- Ruben Blommaert

### Längdskidåkning

#### Kvinnor
- Stefanie Böhler
- Victoria Carl
- Nicole Fessel
- Katharina Hennig
- Hanna Kolb
- Sandra Ringwald
- Elisabeth Schicho

#### Män
- Thomas Bing
- Lucas Bögl
- Jonas Dobler
- Sebastian Eisenlauer
- Andreas Katz

### Nordisk kombination
- Eric Frenzel
- Björn Kircheisen
- Johannes Rydzek
- Fabian Rießle
- Vinzenz Geiger

### Rodel

#### Kvinnor
- Dajana Eitberger
- Natalie Geisenberger
- Tatjana Hüfner

#### Män
- Andi Langenhan
- Felix Loch
- Johannes Ludwig
- Toni Eggert
- Sascha Benecken
- Tobias Wendl
- Tobias Arlt

### Short track
- Anna Seidel
- Bianca Walter

### Skeleton

#### Kvinnor
- Anna Fernstädt
- Tina Hermann
- Jacqueline Lölling

#### Män
- Alexander Gassner
- Christopher Grotheer
- Axel Jungk

### Skidskytte

#### Kvinnor
- Franziska Hildebrand
- Denise Herrmann
- Vanessa Hinz
- Maren Hammerschmidt
- Laura Dahlmeier
- Franziska Preuß

#### Män
- Erik Lesser
- Simon Schempp
- Arnd Peiffer
- Benedikt Doll
- Roman Rees
- Johannes Kühn